# Franz Meerts

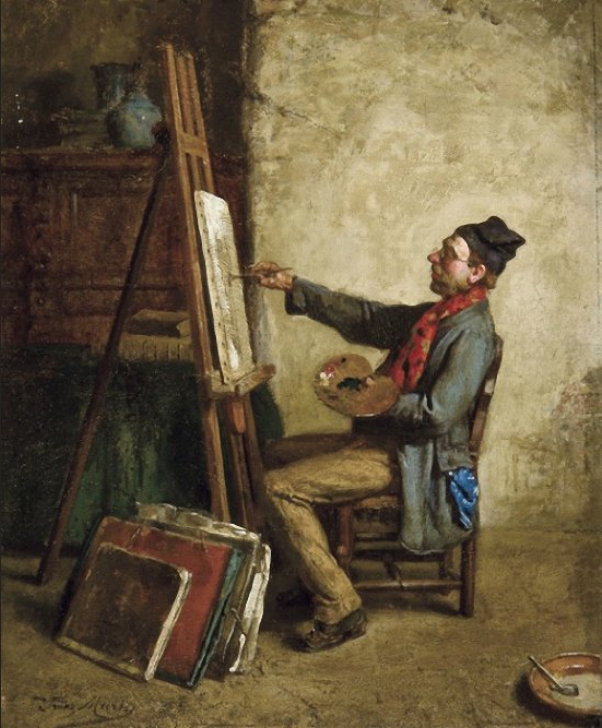
Autorretrato en el caballete

Franz Meerts o Frans Meerts ( Gante, 1836 - Bruselas, mayo de 1896) fue un pintor y acuarelista belga conocido por sus escenas de interior, escenas de género, bodegones y paisajes. También fue autor, editor y copista.

## Vida
Franz Meerts nació en Gante. Estudió en su ciudad natal en la Academia de Bellas Artes de Gante. Más tarde se trasladó a Bruselas, donde asistió al taller privado de Jean-François Portaels, un destacado pintor de escenas de género, historias bíblicas, paisajes, retratos y temas orientalistas y fundador de la escuela orientalista belga. Portaels formó en su taller privado a la siguiente generación de pintores belgas.

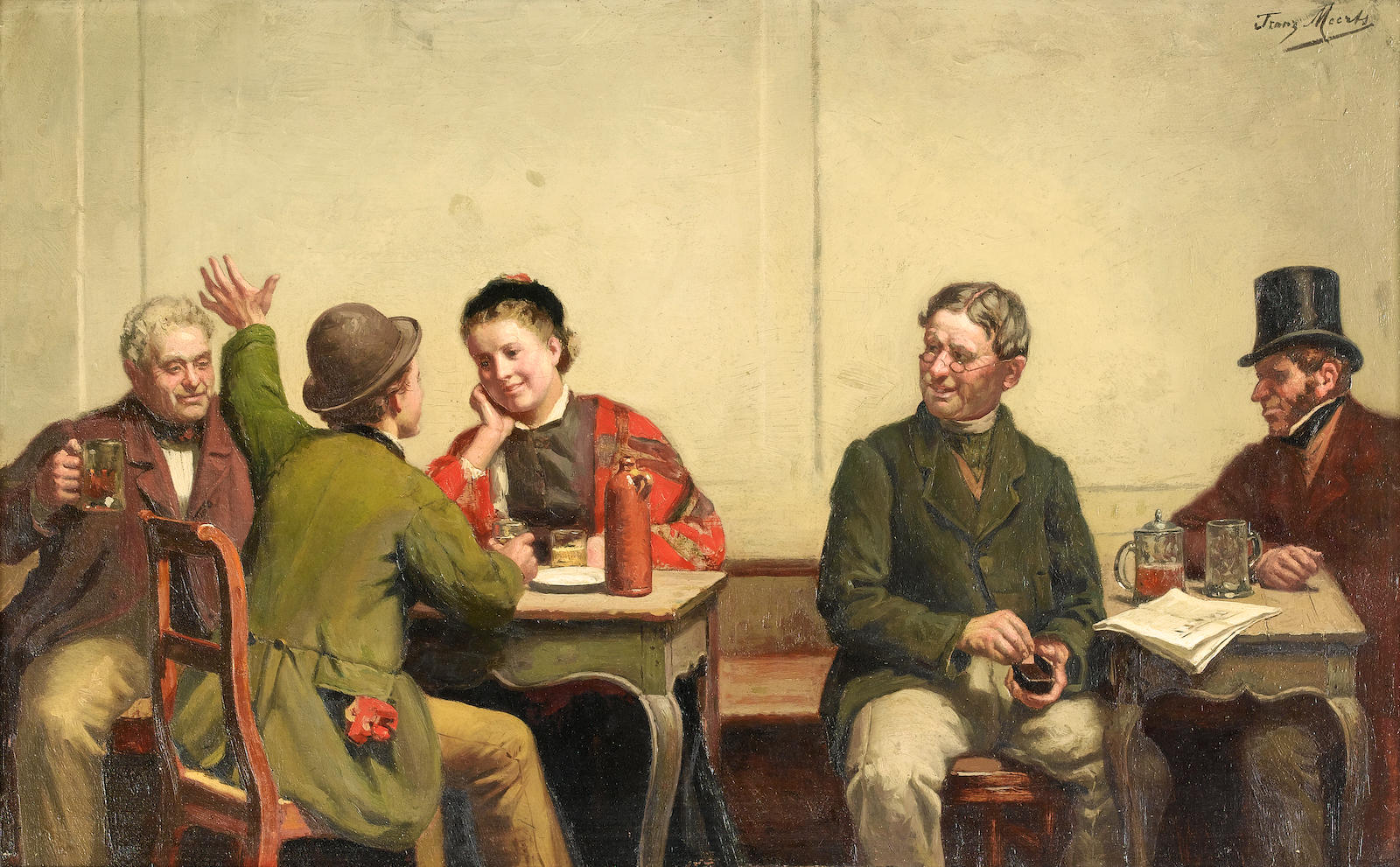
En el café

El gobierno belga encargó a Meerts que viajara a España e Italia para copiar las obras de los grandes maestros. Con motivo de estos viajes, estudió la técnica del fresco. También recibió un encargo del ayuntamiento de Lovaina para copiar obras de Dirck Bouts para el Ayuntamiento de Lovaina. Realizó las obras entre 1899 y 1890. Pasó los últimos años de su vida restaurando los murales de la iglesia de San Pedro de Anderlecht (Bruselas).
Meerts fue el cofundador de dos asociaciones de artistas en Bruselas. La primera fue L'Union des Arts, que existió de 1876 a 1885 y organizaba exposiciones colectivas de obras de artistas plásticos. Se celebraron tres de estas exposiciones, todas ellas en el estudio personal de Meerts. No tuvieron mucho éxito. Entre los miembros de esta asociación estaban Louis Baretta, Marie De Bièvre, Charles Defreyn, Jules Dujardin, Joseph Flameng, Ernest Hoerickx, Louis Ludwig, Léon Massaux, Joseph Middeleer, René Ovyn, Emile Rimbout, Pieter Stobbaerts, Flori Van Acker y H. Van der Taelen. Posteriormente, Franz Meerts cofundó una nueva asociación de jóvenes artistas, que recibió el nombre holandés de Voorwaarts ("Adelante") en 1885. El cofundador fue Louis Baretta. Su lema era: Hooger is ons doel ('Más alto es nuestro objetivo'). Entre sus miembros estaban Ernest Hoerickx, Léon Massaux, Emile Rimbout, Jan Stobbaerts, Pieter Stobbaerts, Eugène Surinx, Flori van Acker y Camille Wauters. Más tarde se unieron otros, como Theodoor Verstraete, Emile Claus, Adrien-Joseph Heymans, Gustave Vanaise, Alfred Verhaeren, Victor Gilsoul, Eugène Laermans, August De Bats, Henri Ottevaere y Emile Van Doren. El primer salón de Voorwaarts se celebró en 1885 en la IJzerenkruistraat, en el bullicioso corazón de Bruselas. En 1888, Voorwaarts expuso en los Reales Museos de Bellas Artes de Bélgica en Bruselas. La asociación dejó de existir en 1893.
Durante más de veinte años, Meerts fue el director de la Academia de Arte de Soignies . Fue coautor de "La Belgique illustrée", una historia ilustrada y una descripción general de Bélgica. Joseph Middeleer fue su alumno.
Franz Meerts murió en mayo de 1896 en Bruselas.

## Obra
Franz Meerts es conocido por sus escenas de interior, escenas de género, bodegones y paisajes.
Sus escenas de género representaban a menudo al clero católico y a los notarios en sus despachos. Estas obras se caracterizan por su toque humorístico o sentimental y su agradable colorido.

## Galería

Obras de Franz Meerts
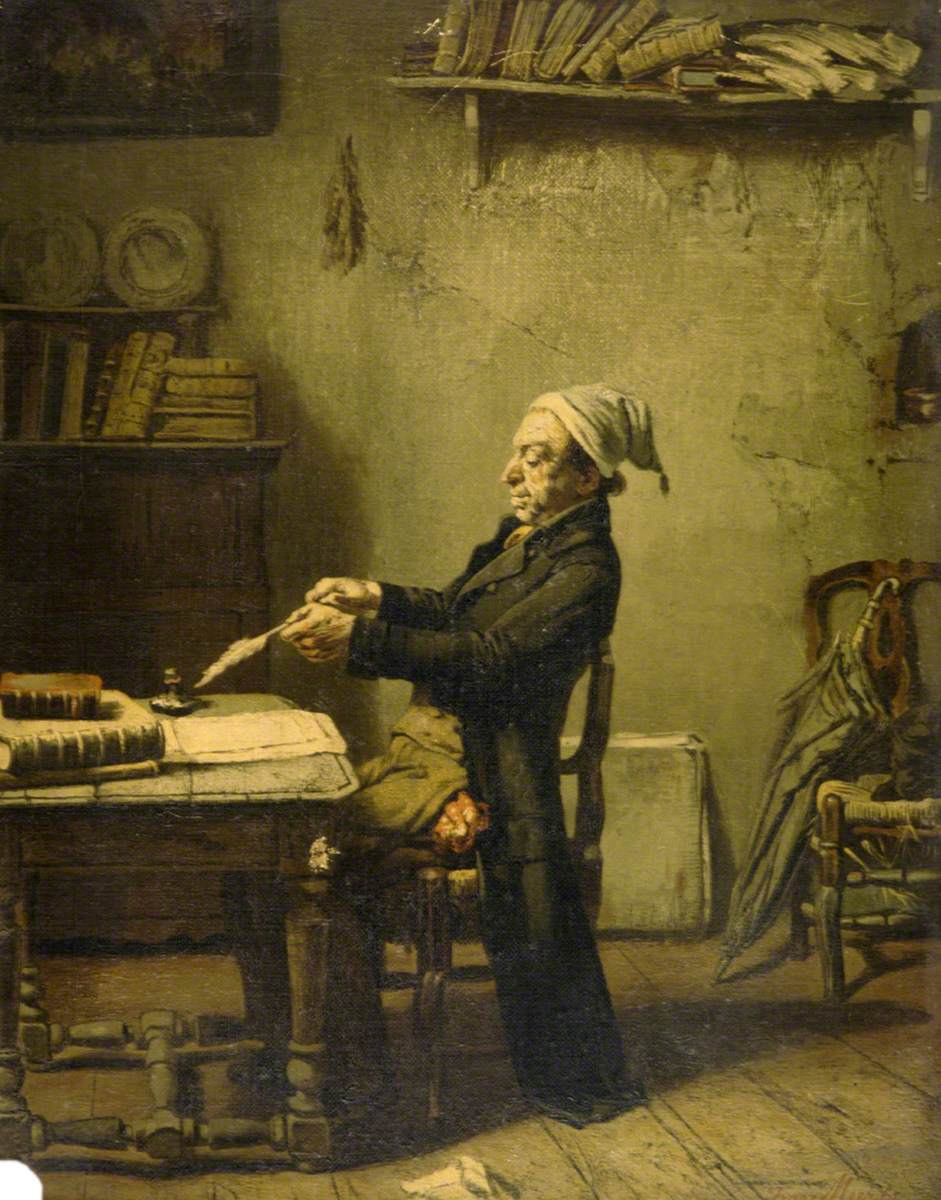
El viejo abogado
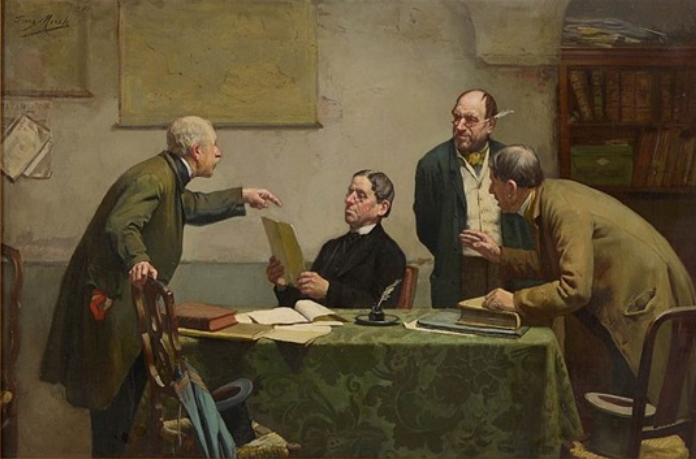
Reunión en la notaría
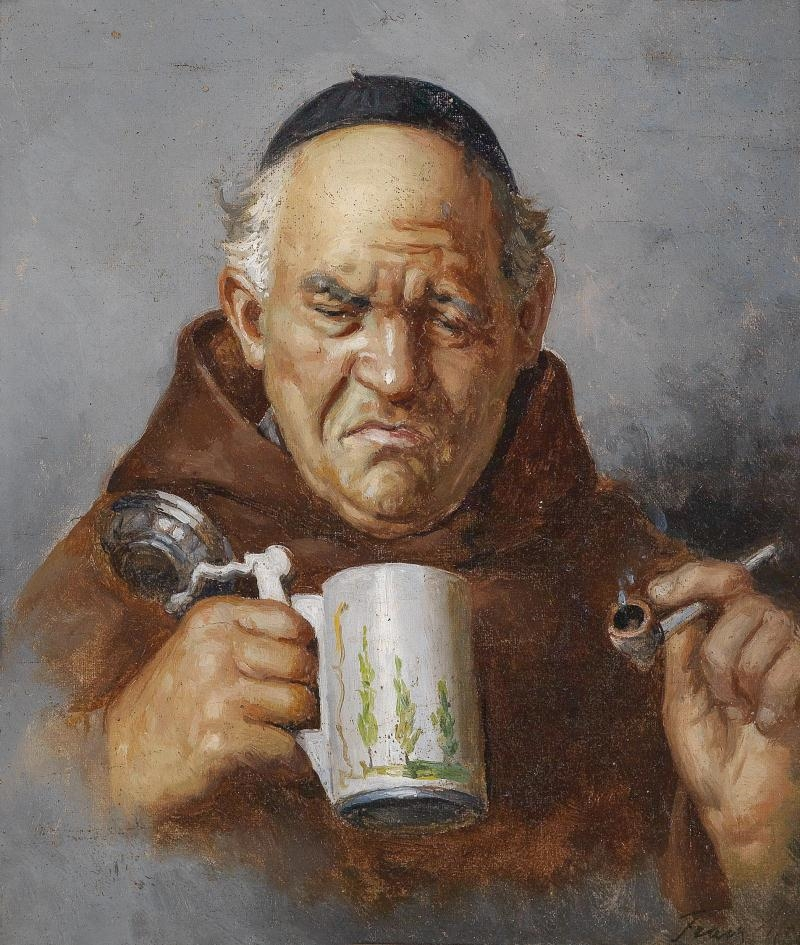
La jarra vacía
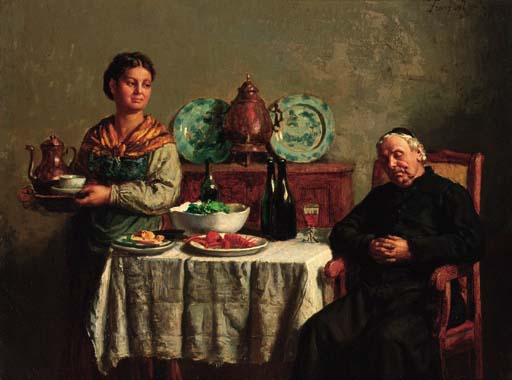
Un buen almuerzo